# Supination
Supination, supinacja – w golfie oznacza kierunek rotacji wewnętrznej części dłoni prowadzącej kij golfowy na zewnątrz (do góry, w kierunku nieba). Supination jest przeciwny do ruchu zwanego pronation.
Określenie to rozpowszechnione zostało wśród golfistów dzięki książce Pięć lekcji, Fundamenty nowoczesnego zamachu golfowego Bena Hogana w latach 50. XX wieku.